# It's a Big Daddy Thing
It's a Big Daddy Thing è il secondo album discografico in studio del rapper statunitense Big Daddy Kane, pubblicato nel 1989.

## Tracce
1. It's a Big Daddy Thing – 3:23
2. Another Victory – 4:53
3. Mortal Combat – 5:24
4. Children R the Future – 4:00
5. Young, Gifted and Black – 3:13
6. Smooth Operator – 4:44
7. Calling Mr. Welfare (feat. DJ Red Alert) – 4:25
8. Wrath of Kane (Live) – 5:00
9. I Get the Job Done – 5:30
10. Ain't No Stoppin' Us Now – 3:20
11. Pimpin' Ain't Easy (feat. Nice & Smooth, Scoob Lover & Ant Live) – 4:10
12. Big Daddy's Theme – 2:08
13. To Be Your Man (feat. Blue Magic & Chuck Stanley) – 5:45
14. The House That Cee Built (feat. Mister Cee) – 5:28
15. On the Move (feat. Scoob Lover & Scrap Lover) – 5:20
16. Warm It Up, Kane – 4:11
17. Rap Summary (Lean On Me) (Remix) – 5:15